# Luchat
Luchat é uma comuna francesa na região administrativa da Nova Aquitânia, no departamento de Charente-Maritime. Estende-se por uma área de 4,67 km². Em 2010 a comuna tinha 546 habitantes (densidade: 116,9 hab./km²).